# Кольбе, Адольф Вильгельм Герман
Адольф Вильгельм Герман Кольбе (нем. Adolph Wilhelm Hermann Kolbe; 27 сентября 1818, Эллихаузен, ныне часть Гёттингена — 25 ноября 1884, Лейпциг) — немецкий химик-органик.
Член Саксонской академии наук (1866), иностранный член Лондонского королевского общества (1877).

## Биография
С 1838 по 1842 год обучался в Гёттингенском университете, где изучал химию у Ф. Вёлера. В 1842—1845 годах ассистент Р. В. Бунзена в Марбургском университете. В 1845—1847 годах работал в Горной школе в Лондоне, в 1847—1865 годах в Марбургском университете (с 1851 профессор). С 1865 года до конца жизни профессор Лейпцигского университета.

## Научная работа
Научные работы Кольбе относятся исключительно к области органической химии. В 1845 году синтезировал из элементов (через сероуглерод) уксусную кислоту. В 1847 году совместно с Э. Франклендом получил пропионовую кислоту омылением этилцианида, открыв тем самым общий метод получения карбоновых кислот из спиртов через нитрилы. В 1849 году предложил электрохимический метод получения насыщенных углеводородов электролизом растворов натриевых либо калиевых солей карбоновых кислот (реакция Кольбе). В 1860 году синтезировал салициловую кислоту действием CO2 на феноляты щелочных металлов (реакция Кольбе — Шмитта). Получил (1872) нитроэтан. Внёс ряд усовершенствований в лабораторную аппаратуру; в частности, одним из первых применил обратный холодильник (1847).
Внёс существенный вклад в теоретическую органическую химию. Развивая представления теории сложных радикалов, в 1850-е годы создал свою теорию, в которой органические вещества производились от углекислоты через замещение кислорода сложными радикалами. Независимо от Ф. А. Кекуле высказал предположение о четырёхвалентности углерода. Предсказал (1857) существование вторичных и третичных спиртов и способствовал выяснению их природы, а также природы альдегидов, кетонов, сульфокислот. Кольбе являлся, однако, противником теории химического строения А. М. Бутлерова и стереохимии Я. Г. Вант-Гоффа; работу последнего назвал в своей статье «фантастической чепухой, напрочь лишенной какого бы то ни было фактического основания и совершенно непонятной серьёзному исследователю».
В 1847—1851 годах редактор «Словаря чистой и прикладной химии» («Handwörterbuch der reinen und angewandten Chemie») Либиха — Поггендорфа — Вёлера; в 1869—1884 годах издавал «Журнал практической химии» («Zeitschrift für Praktische Chemie»). Автор учебника органической химии. Опубликовал очерк развития теоретической органической химии.
Среди многочисленных учеников и сотрудников Германа Кольбе такие выдающиеся химики, как Т. Курциус, В. В. Марковников, Н. А. Меншуткин, А. М. Зайцев, Э. Франкленд.